# Монца и Брианца
Монца и Брианца (на италиански: Provincia di Monza e della Brianza) е провинция в Италия, в региона Ломбардия.
Площта ѝ е 405 км², а населението — около 850 000 души (2011). Провинцията включва 55 общини, а административен център е град Монца.
Провинцията е била създадена през 2004 г., но е действаща от 2009 г.

## Административно деление
Провинцията се състои от 55 общини:
- Монца
- Аграте Брианца
- Айкурцио
- Албиате
- Аркоре
- Барласина
- Безана ин Брианца
- Белуско
- Бернареджо
- Биасоно
- Бовизио Машаго
- Бриоско
- Бругерио
- Бузнаго
- Бураго ди Молгора
- Варедо
- Ведано ал Ламбро
- Ведуджо кон Колцано
- Верано Брианца
- Виласанта
- Вимеркате
- Дезио
- Джусано
- Кавенаго ди Брианца
- Кампарада
- Капонаго
- Карате Брианца
- Карнате
- Коляте
- Конкорецо
- Корецана
- Корнате д'Ада
- Лацате
- Лезмо
- Лентане сул Севезо
- Лимбиате
- Лисоне
- Макерио
- Меда
- Медзаго
- Мизинто
- Муджо
- Нова Миланезе
- Орнаго
- Ренате
- Ронко Бриантино
- Рончело
- Севезо
- Сереньо
- Совико
- Сулбиате
- Триуджо
- Узмате Велате
- Чезано Мадерно
- Чериано Лагето